# راشد عبدالرحمن
راشد عبدالرحمن (انگلیسی: Rashid Abdulrahman؛ زادهٔ ۲۰ اکتبر ۱۹۷۵) یک بازیکن فوتبال اهل امارات متحده عربی است.
از باشگاه‌هایی که در آن بازی کرده‌است می‌توان به باشگاه فوتبال عجمان امارات، تیم ملی فوتبال امارات متحده عربی، باشگاه فوتبال الشباب امارات، و باشگاه الجزیره امارات اشاره کرد.
وی همچنین در تیم ملی فوتبال United Arab Emirates بازی کرده‌است.